# Parc national de Pongara
Le parc national de Pongara est une aire protégée du Gabon créée en 2002. Il s’étend sur 870 km2 entre la rive gauche de l’estuaire du Komo et le golfe de Guinée. Il est constitué de mangroves, de différents types de forêts (ripisylve, marécageuses, littorales et inondées), de savanes herbeuses ; plusieurs rivières le traverse.
La sterne des baleiniers, une espèce menacée, y vit en dehors de la période de reproduction. On y trouve aussi diverses espèces de tortues ; le parc est un lieu de reproduction important pour la tortue luth (Dermochelys coriacea). Les espèces végétales présentes sont typiques de la mangrove.
Depuis 2007, le parc est reconnu site Ramsar pour la présence de ses zones humides d’importance internationale,.